# محمد باقر الأسكوئي
الميرزا محمد باقر بن محمد سليم الأسكوئي الحائري (1230 هـ - 1301 هـ). هو رجل دين ومرجع شيعي شيخي من أصول إيرانية (آذرية)، كان زعيماً دينياً للشيخيَّة، وهم شريحة كبيرة من الشيعة الإماميَّة، ينتسبون للشيخ أحمد بن زين الدين الأحسائي.(1) ترجم للأسكوئي، آغا بزرگ الطهراني في طبقات أعلام الشيعة قائلاً عنه: «هو الشيخ المولى محمد باقر بن محمد سليم القراچه داغي الأسكوئي، من علماء الشيخية وفضلائهم».

## مولده ونشأته العلمية
ولد الأسكوئي عام 1230 هـ بإحدى نواحي مدينة أسكو في أذربيجان الإيرانيَّة، وبها ابتدأ دراسته على يد والده محمد سليم الأسكوئي؛ فدرس عنده مقدَّمات العلوم والمعارف الأدبية، ثم ارتحل إلى مدينة تبريز وأكمل دراسته في السطوح العالية من الفقه والأصول على يد أخواله كسليمان الأعرجي ومحمد الأعرجي.(2)

## هجرته إلى العراق
بعد دراسته فترة في موطنه؛ عزم على السفر إلى النجف بعد موافقة والده وكان ذلك عام 1261 هـ. وفي النجف التحق بدروس مرتضى الأنصاري الذي كان المرجع الأعلى للشيعة آنذاك، وحرّر بقلمه أغلب تقريرات دروس أستاذه في الفقه والأصول من حجية القطع والظن وأصل البراءة والاستصحاب والتعادل والترجيحات وغيرها، وكل هذه التقريرات موجودة حتى الآن في مكتبة أسرته بمدينة كربلاء.
بعد حضوره فترة عند مرتضى الأنصاري وأخذه لإجازات مفصله في الرواية والدراية والاجتهاد منه؛ توجه إلى كربلاء حيث حضر هناك دروس حسن گوهر الحائري، ونال منه إجازات في الفقه والأصول والحكمة وعلوم المعقول والمنقول، ثم تسنَّم المرجعية بعد وفاة أستاذه حسن گوهر، ورجع إليه في التقليد جمع من أهالي كربلاء ونواحيها، إضافة إلى كثير من الشيعة في الكويت والأحساء والبحرين وأذربيجان وخراسان، وطبعت العديد من رسائله العلمية باللغتين الفارسية والعربية.

## تلامذته
بعد وفاة أستاذه الميرزا حسن كوهر أسس أكبر حوزة علمية في كربلاء وكان يحضر فيها الكثير من طلبة العلم من العرب والعجم وقد تخرج من تلك الحوزة علماء عظماء ومجتهدين كبار حتى بقيت شهرتهم العلمية إلى اليوم على ألسن العامة ومنهم:-
1- ميرزا إسماعيل حجة الإسلام ابن العلامة ميرزا محمد حجة الإسلام.
2- ميرزا علي تقي أغا الطباطبائي.
3- ميرزا موسى آغا ثقة الإسلام وهو والد ميرزا محمد آغا ثقة الإسلام.
4- سيد مصطفى الحائري الإسكوئي.
5- الشيخ موسى بوخمسين الأحسائي.
6- الشيخ محمد بن عيثان الأحسائي.

## خصاله الحميدة
كان ميرزا محمد باقر الإسكوئي يؤم صلاة الجماعة في أوقاتها الثلاثة في الساحة المتسعه قبيل ضريح الحسين بن علي والذي يطلق عليه أيضا تسمية «الصحن المطهر» على جمع غفير من المأمومين والعلماء والفضلاء وشيعة أهل البيت، كان زاهداً تقياً عالماً عاملاً مصراً على أداء النوافل والمستحبات وكان على الدوام قائم الليل صائم النهار ولم يفت منه في السفر والحضر أي نوافل ليليه أو نهاريه وكان كثير الصمت والسكوت فإن لم يسأله سائل لا يتكلم وإذا رد وأجاب كان مختصراً مفيداً وكان ضحكه التبسم وعلى الدوام كان في حاله من التأمل والتفكر ولسانه مشغولاً بذكر الله وعينه باكية من خشية ومحبة الله ومصائب أهل البيت فكان حسن الخلق وسيع الصدر.
مع أن الكثير من الحقوق الشرعية كانت تصل إليه من بقاع الأرض إلا أنه لم يكن يحتفظ بها لليلة واحدة إلا من باب الضرورة بل كان يوزعها على الفور بين طلاب العلوم الدينية والمستحقين لها ومع هذا كله فإنه عند وفاته كان مديوناً بمبالغ كبيرة ولم توفّ هذه الديون إلا بعد بيع بيته وكتبه.

## مؤلفات
كان لميرزا محمد باقر الإسكوئي أقوالاً حكمية وقلماً قوياً وكل من إطلغ على مؤلفاته القيمة في الفقه والأصول والحكمة الإلهية شهد أن كتاباته هي في أعلى درجات الفصاحة والبلاغة ومن حيث المضمون والمعنى هي إلى حد قل نظيرها في عالم العلم والإسلام. له مؤلفات كثيرة كتبها في مختلف العلوم والمعارف الإسلامية وقد تلق قسم كبير منها في أيام حياته وقضية التلف هي كالتالي:-
أنّ أحد تجار مدينة تبريز أخذ منه مجموعة من رسائله وهي تحتوي أجوبة وردود مختلف المسائل الفقهية والحكمية، والشاملة لتفسير بعض الآيات الكريمة، وشرح شذرات من أحاديث أهل البيت -عليهم السلام- وكان حجم الكتاب بضخامة وحجم كتاب (جامع الشّتات) للمرحوم ميرزا أبو القاسم القمي فأخذ التاجر المذكور هذا الكتاب ليقوم بطبعه، ولكن للأسف فإن هذا الكتاب تلف في يده، ولم نعثر له إلى اليوم أثراً أو دليلاً، وفي الحقيقة فإن الكتاب المذكور يعتبر نسخة منحصرة بفرد. فيما يلي مجموعة من تأليفات ميرزا محمد باقر الإسكوئي:
| - معين التجارة. باللغة الفارسية في أبواب الفقه من كتاب التجارة، مرتب على أبواب وكل منها على فصول. - الرسالة التطهيرية. هذه الرسالة باللغة الفارسية في تفسير آية إِنَّمَا يُرِيدُ اللَّهُ لِيُذْهِبَ عَنْكُمُ الرِّجْسَ أَهْلَ الْبَيْتِ وَيُطَهِّرَكُمْ تَطْهِيراً، وقد قام حفيده حسن الإحقاقي بترجمتها من العربية إلى الفارسية. - الرسالة الحنكيّة. - رسالة تغطية الرأس. - رسالة في جواب أسئلة أهالي قره باغ. باللغة الفارسية. - رسالة في جواب أسئلة الشيخ عيسى كليدار جوادين. - رسالة في شرح وتفسير الحديث الشريف: العبودية جوهرة كنهها الربوبية. - رسالة في جواب أسئلة السيد أحمد بن السيد محمد الحلي. - المصباح المنير لطالب حق يستنير. باللغة العربية في الرد على كريم خان الكرماني. - حق اليقين. هذا الكتاب باللغة العربية في مباحث المبدأ والمعاد. - كشف المراد. هذا الكتاب في جواب أسئلة محمد باقر خان جوان شير والكتاب باللغة الفارسية. - كتاب الصوم. كتاب في فقه الإستدلالي. - كتاب الأغسال. كتاب في فقه الإستدلالي. - كتاب الزكاة. كتاب في فقه الإستدلالي. - كتاب المواريث. كتاب في فقه الإستدلالي. - كتاب الرضاع. كتاب في فقه الإستدلالي. - كتاب النكاح. كتاب في فقه الإستدلالي. - كتاب الطلاق. كتاب في فقه الإستدلالي. - كتاب الوقف والصدقات. كتاب في فقه الإستدلالي. - رسالة أسئلة وأجوبة الحكمة. - رسالة سؤال وجواب فقهي. - الرسالة العملية. رسالته العمليّة الموجهة لعمل مقلديه باللغة العربية. - الرسالة العملية. رسالته العمليّة الموجهة لعمل مقلديه باللغة الفارسية. - رسالة مناسك الحج. | - بحث مسألة البداء. - رسالة في جواب المسائل الفلسفية. - رسالة في جواب أسئلة الشيخ علي بن قرين. - رسالة في أنّ الكفّار مكلّفين في أداء فروع الدين كما هم مكلّفون بأصوله. - رسالة في جواب سؤال أحد علماء البحرين. وقد كتب هذه الرسالة بأمر من أستاذه حسن گوهر الحائري. - رسالة في إثبات أن الأصل المشتق الفعل لا المصدر. - رسالة في اثبات أنّ الجسم مركّب من الهيولى والصورة. - رسالة في تقسيم الأشياء إلى خمسة أقسام وبطلانها. - رسالة في تحقيق إطلاقات الوجود على الحق والخلق. - رسالة في اثبات أنّ ذات الحق ليست مادّة الموجودات. - رسالة في جواب وردّ قول الإمام فخر الرازي أنّ التكليف بما لا يُطاق جائز. - رسالة في جواب على شبهة ابن كمّونة. - رسالة في جواب أسئلة الشيخ جعفر بن الشيخ حسين الحرز. - رسالة في جواب على سؤال كيفيّة الجمع والتوفيق بين بعض من الآيات القرآنية الكريمة. - رسالة في جواب أسئلة العلاّمة الشيخ محمد بن عيثان في معنى جفّ القلم. - رسالة في جواب سؤال السيد ناصر في شرح وبمقاماتك وعلاماتك التي لا تعطيل لها في كلّ مكان. والموجود في دعاء الرّجبية. - رسالة في جواب المسائل القطيفيّة. رسالة في جواب مسائل مطروحة من قبل محمد بن يوشع. - رسالة في جواب المسائل القطيفيّة. والمطروحة من قبل الشيخ صالح. - رسالة في جواب المسائل السّوقية. - رسالة في جواب أسئلة الحاج خليل بن علي البحراني. - رسالة في جواب مسائل الشيخ أحمد بن الشيخ صالح البحراني. - رسالة في شرح التسبيحات الأربعة. وهل أنّ القراءات تقرأ جهراً أم إخفاتاً. - رسالة في التحقيق بين الطلوعين. |

## وفاته
توفي ميرزا محمد باقر الإسكوئي عن عمر يناهز السبعين عاماً وذلك في صبيحة يوم العاشر من شهر صفر لعام 1301 من الهجرة النبوية وذلك بمدينة كربلاء فكان يوم وفاته يوماً مهيباً وحزيناً وكئيباً على أهالي كربلاء المقدسة وتوابعها، وكانوا في بكاء وعويل على فراق عالِمهم الكبير.

## الهوامش
- 1 - انقسم الشيخية إلى قسمين؛ الكرمانيَّة وهم أتباع محمد كريم خان الكرماني، والاسكوئية أتباع حسن گوهر الحائري الذين صاروا يعرفون فيما بعد بالإحقاقية نسبة إلى موسى الإحقاقي. وأتباع القسم الثاني بشكل عام يرفضون لقب (الشيخية) ويصرُّون على أنَّهم لا يختلفون عقائدياً مع بقية الشيعة الإثني عشريَّة، وهم أقرب إلى بقية الشيعة من القسم الأول.
- 2 - تُقَسِّم الدراسات في الحوزات لأربعة مراحل هي بالترتيب: المقدمات، السطوح الوسطى، السطوح العالية، البحث الخارج. (اقرأ: شرح لنظام الحوزات موقع الحوزة العلمية الزينبية)